# Сабадилла
Сабади́лла, или вшивое семя (лат. Schoenocaulon officinale), — растение, произрастающее на высокогорных лугах в горах Центральной Америки и в северной части Южной Америки; вид рода Схенокаулон семейства Мелантиевые.

## Биологическое описание
Сабадилла — многолетнее луковичное растение. От луковицы развиваются 5—6 линейных листьев и одна цветочная стрелка, достигающая до 1 м в высоту.
Цветки невзрачные зеленоватые. Соцветие колосовидное.
Плод — трёхгнёздная раскрывающаяся коробочка. В каждом гнезде собрано по 2—3 семени. Семена имеют продолговато-ланцетовидную форму и тёмно-бурую окраску. Они 5—9 мм длиной и до 2 мм в поперечнике, несколько изогнуты, заострены на верхушке, утолщены и закруглены при основании, где заметен рубчик. Поверхность семени покрыта продольными морщинами. Запах отсутствует. Вкус жгучий и горький. Семена вызывают сильное слюнотечение. Порошок из них сильно раздражает дыхательные пути и слизистые оболочки глаз и носа.

## Распространение и среда обитания
Произрастает в горах центральной и южной частей Северной Америки.

## История

### Применение у ацтеков
В произведении «Общая история дел Новой Испании» (1547—1577) Бернардино де Саагун, опираясь на сведения ацтеков о свойствах растений, привёл различные сведения о сабадилле, в частности, о том, что:

Есть другая трава, которая называется кимичпатли. У неё цветоносный стебель. У неё есть бубенчики. Она сжигает людей. Убивает людей. Это кустарник, он смертоносен. Эта трава убивает мышей, перемешанная с какой-нибудь едой, какую они любят. Эта трава, приложенная к загнивающим язвам, выедает всё нагноение с них и открывает живую плоть. Я беру кимичпатли.

## Химический состав
Семена сабадиллы (лат. Semen Sabadillae) содержат 4—5 % стероидных алкалоидов, сумма которых известна под названием «вератрин». Основным в этой сумме является цевадин, представляющий собой этерифицированное производное цеванина в форме гликозида.

## Хозяйственное значение и применение
Отвар семян и настойка употребляются в качестве противопаразитарного средства. Вератрин применяется в мазях в качестве раздражающего и отвлекающего средства при невритах и ревматизме. Принятые внутрь семена вызывают понос и рвоту, а в повышенной дозе — общий упадок сил и смерть.
Семена сабадиллы входили в русские фармакопеи и Государственную фармакопею СССР VII и VIII изданий. Были объектом импорта.